# Igłofiltr
Igłofiltr, filtr igłowy – Przewód rurowy (PE, PCW, metalowy itp.)  na którego końcu znajduje się  część robocza – tzw. filtr z  perforacją/szczelinami za pośrednictwem którego  odprowadzana jest woda z gruntu. Podstawowym celem zastosowania igłofiltrów jest tymczasowe obniżenie poziomu wód gruntowych, najczęściej w trakcie prowadzenia prac ziemnych, budowlanych i inżynieryjnych. 

## Rodzaje
- Stalowy – o długości 4–6 m i średnicy 32–50 mm (zależnie od wariantu systemu) zakończony ostrzem ułatwiającym zagłębienie w grunt. W dolnej części umieszczony jest filtr i zawór zwrotny. Wydajność igłofiltrów stalowych przewyższa wydajność modeli polietylenowych[1] i wynosi ok. 1-1,5 m³/h zależnie od wariantu.
- Polietylenowy PE (igłofiltr elastyczny) – o długości 7 m i średnicy 32 mm lub 60 mm zakończony filtrem siatkowym. Wydajność jednego igłofiltra ok. 1 m³/h, standardowo przeznaczony jest do pracy z aluminiową instalacja odwodnieniowa, jest to najczęściej stosowane rozwiązanie na polskim rynku.
- Plastikowy PVC – o długości 4–6 m i średnicy 42 mm zakończony filtrem syntetycznym traconym. Wydajność jednego igłofiltra ok. 1,2 m³/h
- Polichlorek winylu PVC - o długości 1–9 m i średnicy 50 mm oraz 90 mm. Filtr długości 1 metra w postaci perforacji o długości 25 mm i szerokości 0,3 mm[2].

## Instalowanie
Igłofiltry posadawiane są w gruncie wokół odwadnianego terenu. Wprowadzane są do gruntu najczęściej metodą  wpłukiwania, w szczególnych przypadkach wiercenia. Zainstalowane w gruncie  igłofiltry są podłączane do ciągu  rurociągu kolektora ssącego. Rurociąg kolektora podłączany jest wężem ssawnym do agregatu pompowego pozwalającego wytworzyć podciśnienie w systemie a następnie ewakuację wody i powietrza zaciąganych przez filtry igłofiltrów. 

## Zastosowania
- Czasowe obniżenie poziomu wody w gruncie  przy prowadzeniu  prac konstrukcyjnych i inżynieryjnych, które wymagają prac z wykopami sięgającymi poniżej naturalnego poziomu wód gruntowych.
- Odwadnianie geotechniczne celem zwiększenie konsolidacji gruntu, jego stabilizacja i  redukcja obsunięć.
- Odwodnienia na potrzeby pozyskiwania wody do celów  pitnych, rolniczych, ogrodniczych.